# Khướu đá hoa
Khướu đá hoa, còn gọi là khướu đá vôi, tên khoa học Gypsophila crispifrons là một loài chim trong họ Pellorneidae. Chúng được tìm thấy ở Trung Quốc, Lào, Myanmar, Thái Lan, và Việt Nam.